# Hanna Heckt
Hanna Heckt (även omnämnd som Hanna Heck), född den 4 december 2015 i Hamburg, är en tysk barnskådespelare.
Heckt har bland annat medverkat i den tyska TV-filmen Stille Nacht, raue Nacht där hon spelade karaktären Sanni Ohlsen. Hon har även medverkat i den prisade filmen Sound of Falling där hon spelade en av huvudrollerna, Alma.

## Filmografi (i urval)
- 2024 – Stille Nacht, raue Nacht
- 2025 – Sound of Falling